# John Freeman (Lyriker)

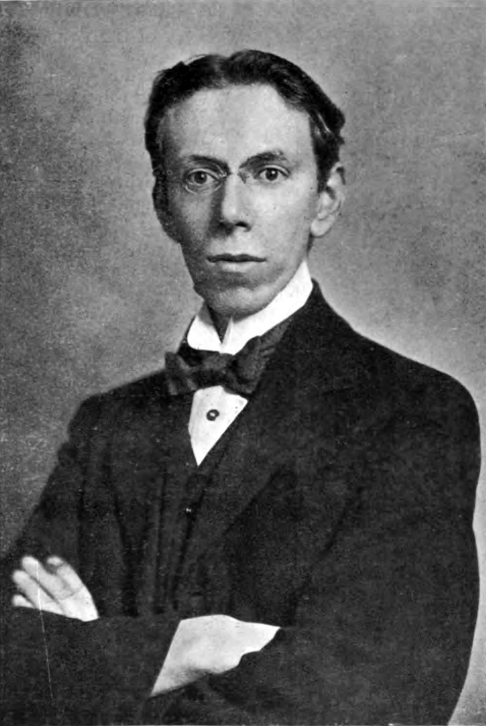
John Freeman, 1919

John Frederick Freeman (* 29. Januar 1880; † 23. September 1929) war ein englischer Lyriker und Essayist. 
Sein Freund Walter de la Mare setzte sich dafür ein, dass Edward Marsh ihn in den Jahren 1917, 1919 und 1922 in seine Sammlungen Georgian Poetry 1916–1922 aufnahm. Freeman erhielt 1920 den Hawthornden-Preis für seine Sammlung Poems 1909–1920.